# Campionato mondiale femminile di pallavolo 2014
Il campionato mondiale femminile di pallavolo 2014 si è svolto dal 23 settembre al 12 ottobre 2014 a Bari, Milano, Modena, Roma, Trieste e Verona, in Italia: al torneo hanno partecipato ventiquattro squadre nazionali e la vittoria finale è andata per la prima volta agli Stati Uniti.

## Scelta della sede
Sono state due le candidature per l'organizzazione del campionato mondiale 2014:
- Giappone
- Italia

Nel dicembre 2009, durante il sorteggio dei gironi per il campionato mondiale 2010, la FIVB ha assegnato in via non ufficiale l'organizzazione della manifestazione alla candidatura dell'Italia: nel marzo 2010 l'assemblea generale della FIVB, riunitasi a Punta Cana, ha reso ufficiale l'assegnazione.

## Qualificazioni
Al torneo hanno partecipato: la nazionale del paese organizzatore, due nazionali africane, tutte qualificate tramite i gironi di qualificazione, sei nazionali nordamericane, tutte qualificate tramite i gironi di qualificazione, due nazionali sudamericane, una qualificata tramite il campionato continentale 2013 e una qualificata tramite i gironi di qualificazione, quattro nazionali asiatiche e oceaniane, tutte qualificate tramite i gironi di qualificazione, e nove nazionali europee, due qualificate tramite il campionato continentale 2013 e sette qualificate tramite i gironi di qualificazione.

## Impianti
|                                                                       |                                                                  |                                                                 |
|                                                                       |                                                                  |                                                                 |
| Mediolanum Forum Città: Assago Capienza: 12 700 Anno d'apertura: 1990 | PalaFlorio Città: Bari Capienza: 5 080 Anno d'apertura: 1990     | PalaPanini Città: Modena Capienza: 5 211 Anno d'apertura: 1985  |
|                                                                       |                                                                  | PalaOlimpia                                                     |
| PalaLottomatica Città: Roma Capienza: 11 000 Anno d'apertura: 1960    | PalaTrieste Città: Trieste Capienza: 6 943 Anno d'apertura: 1999 | PalaOlimpia Città: Verona Capienza: 6 200 Anno d'apertura: 1986 |

## Regolamento

### Formula
Le squadre hanno disputato una prima fase a gironi, con formula del girone all'italiana; al termine della prima fase le prime quattro classificate di ogni girone hanno acceduto alla seconda fase a gironi, con formula del girone all'italiana, conservando i risultati della prima fase ottenuti con le squadre qualificate alla seconda fase. Al termine della seconda fase le prime tre classificate di ogni girone hanno acceduto alla terza fase a gironi, con formula del girone all'italiana; al termine della terza fase le prime due classificate di ogni girone hanno acceduto alla fase finale strutturata in semifinali, finale per il terzo posto e finale.

### Criteri di classifica
Se il risultato finale è stato di 3-0 o 3-1 sono stati assegnati 3 punti alla squadra vincente e 0 a quella sconfitta, se il risultato finale è stato di 3-2 sono stati assegnati 2 punti alla squadra vincente e 1 a quella sconfitta.
L'ordine del posizionamento in classifica è stato definito in base a:
- Punti;
- Ratio dei set vinti/persi;
- Ratio dei punti realizzati/subiti.

## Squadre partecipanti
| Squadra         | Qualificazione                                                 | Ultima partecipazione |
| --------------- | -------------------------------------------------------------- | --------------------- |
| Argentina       | 1ª al torneo di qualificazione sudamericano                    | Germania 2002         |
| Azerbaigian     | 1ª al torneo di qualificazione europeo (girone J)              | Giappone 2006         |
| Belgio          | 1ª al torneo di qualificazione europeo (girone K)              | URSS 1978             |
| Brasile         | 1ª al campionato sudamericano 2013                             | Giappone 2010         |
| Bulgaria        | 1ª al torneo di qualificazione europeo (girone M)              | Germania 2002         |
| Camerun         | 1ª al torneo di qualificazione africano (girone T)             | Giappone 2006         |
| Canada          | 1ª al torneo di qualificazione nordamericano (girone S)        | Giappone 2010         |
| Cina            | 1ª al torneo di qualificazione asiatico e oceaniano (girone B) | Giappone 2010         |
| Croazia         | 1ª al torneo di qualificazione europeo (girone L)              | Giappone 2010         |
| Cuba            | 1ª al torneo di qualificazione nordamericano (girone Q)        | Giappone 2010         |
| Germania        | 2ª al campionato europeo 2013                                  | Giappone 2010         |
| Giappone        | 1ª al torneo di qualificazione asiatico e oceaniano (girone A) | Giappone 2010         |
| Italia          | Paese organizzatore                                            | Giappone 2010         |
| Kazakistan      | 1ª al torneo di qualificazione asiatico e oceaniano (girone B) | Giappone 2010         |
| Messico         | 1ª ai play-off al torneo di qualificazione nordamericano       | Giappone 2006         |
| Paesi Bassi     | 2ª seconda al torneo di qualificazione europeo                 | Giappone 2010         |
| Porto Rico      | 1ª al torneo di qualificazione nordamericano (girone R)        | Giappone 2010         |
| Rep. Dominicana | 1ª al torneo di qualificazione nordamericano (girone P)        | Giappone 2010         |
| Russia          | 1ª al campionato europeo 2013                                  | Giappone 2010         |
| Serbia          | 1ª seconda al torneo di qualificazione europeo                 | Giappone 2010         |
| Stati Uniti     | 1ª al torneo di qualificazione nordamericano (girone O)        | Giappone 2010         |
| Thailandia      | 2ª al torneo di qualificazione asiatico e oceaniano (girone B) | Giappone 2010         |
| Tunisia         | 1ª al torneo di qualificazione africano (girone U)             | Cecoslovacchia 1986   |
| Turchia         | 1ª al torneo di qualificazione europeo (girone I)              | Giappone 2010         |

## Torneo

### Prima fase
I gironi sono stati sorteggiati il 10 marzo 2014 a Parma.
| Girone A        | Girone B | Girone C    | Girone D    |
| --------------- | -------- | ----------- | ----------- |
| Argentina       | Brasile  | Kazakistan  | Azerbaigian |
| Croazia         | Bulgaria | Messico     | Belgio      |
| Germania        | Camerun  | Paesi Bassi | Cina        |
| Italia          | Canada   | Russia      | Cuba        |
| Rep. Dominicana | Serbia   | Stati Uniti | Giappone    |
| Tunisia         | Turchia  | Thailandia  | Porto Rico  |

#### Girone A

##### Risultati
| 23 settembre 2014 PalaLottomatica, Roma Durata: 1h:55 - Spettatori: 2 300  | Argentina       | 1 - 3 | Croazia         | 17-25, 28-26, 24-26, 19-25        |
| 23 settembre 2014 PalaLottomatica, Roma Durata: 2h:27 - Spettatori: 1 800  | Rep. Dominicana | 3 - 2 | Germania        | 22-25, 25-21, 25-21, 24-26, 15-13 |
| 23 settembre 2014 PalaLottomatica, Roma Durata: 1h:03 - Spettatori: 8 000  | Italia          | 3 - 0 | Tunisia         | 25-11, 25-13, 25-8                |
| 24 settembre 2014 PalaLottomatica, Roma Durata: 1h:05 - Spettatori: 1 600  | Rep. Dominicana | 3 - 0 | Tunisia         | 25-14, 25-19, 25-10               |
| 24 settembre 2014 PalaLottomatica, Roma Durata: 1h:08 - Spettatori: 500    | Germania        | 3 - 0 | Argentina       | 25-12, 25-13, 25-14               |
| 24 settembre 2014 PalaLottomatica, Roma Durata: 1h:23 - Spettatori: 4 000  | Croazia         | 0 - 3 | Italia          | 24-26, 15-25, 11-25               |
| 25 settembre 2014 PalaLottomatica, Roma Durata: 1h:06 - Spettatori: 3 400  | Germania        | 3 - 0 | Tunisia         | 25-7, 25-12, 25-7                 |
| 25 settembre 2014 PalaLottomatica, Roma Durata: 2h:22 - Spettatori: 1 500  | Croazia         | 2 - 3 | Rep. Dominicana | 22-25, 13-25, 25-22, 26-24, 17-19 |
| 25 settembre 2014 PalaLottomatica, Roma Durata: 1h:10 - Spettatori: 4 500  | Argentina       | 0 - 3 | Italia          | 17-25, 17-25, 16-25               |
| 27 settembre 2014 PalaLottomatica, Roma Durata: 1h:33 - Spettatori: 1 000  | Tunisia         | 1 - 3 | Croazia         | 6-25, 25-21, 16-25, 13-25         |
| 27 settembre 2014 PalaLottomatica, Roma Durata: 1h:48 - Spettatori: 7 000  | Rep. Dominicana | 3 - 1 | Argentina       | 25-13, 25-20, 19-25, 25-18        |
| 27 settembre 2014 PalaLottomatica, Roma Durata: 1h:45 - Spettatori: 10 600 | Italia          | 3 - 1 | Germania        | 21-25, 25-17, 25-10, 25-18        |
| 28 settembre 2014 PalaLottomatica, Roma Durata: 1h:19 - Spettatori: 200    | Tunisia         | 0 - 3 | Argentina       | 19-25, 18-25, 21-25               |
| 28 settembre 2014 PalaLottomatica, Roma Durata: 2h:05 - Spettatori: 4 500  | Croazia         | 3 - 2 | Germania        | 17-25, 25-23, 9-25, 25-21, 15-11  |
| 28 settembre 2014 PalaLottomatica, Roma Durata: 2h:06 - Spettatori: 8 600  | Italia          | 2 - 3 | Rep. Dominicana | 15-25, 25-16, 21-25, 25-16, 8-15  |

##### Classifica
| Pos | Squadra         | Pt | G | V | P | SV | SP | Ratio | PF  | PS  | Ratio |
| --- | --------------- | -- | - | - | - | -- | -- | ----- | --- | --- | ----- |
| 1   | Italia          | 13 | 5 | 4 | 1 | 14 | 4  | 3.500 | 416 | 299 | 1.391 |
| 2   | Rep. Dominicana | 12 | 5 | 5 | 0 | 15 | 7  | 2.142 | 492 | 422 | 1.165 |
| 3   | Croazia         | 9  | 5 | 3 | 2 | 11 | 10 | 1.100 | 442 | 444 | 0.995 |
| 4   | Germania        | 8  | 5 | 2 | 3 | 11 | 9  | 1.222 | 431 | 363 | 1.187 |
| 5   | Argentina       | 3  | 5 | 1 | 4 | 5  | 12 | 0.416 | 328 | 404 | 0.811 |
| 6   | Tunisia         | 0  | 5 | 0 | 5 | 1  | 15 | 0.066 | 219 | 396 | 0.553 |

#### Girone B

##### Risultati
| 23 settembre 2014 PalaTrieste, Trieste Durata: 1h:34 - Spettatori: 900   | Canada   | 3 - 1 | Camerun  | 25-12, 25-15, 20-25, 25-14        |
| 23 settembre 2014 PalaTrieste, Trieste Durata: 1h:39 - Spettatori: 1 700 | Serbia   | 3 - 1 | Turchia  | 25-15, 20-25, 25-19, 25-22        |
| 23 settembre 2014 PalaTrieste, Trieste Durata: 1h:22 - Spettatori: 2 200 | Brasile  | 3 - 0 | Bulgaria | 25-19, 25-22, 25-16               |
| 24 settembre 2014 PalaTrieste, Trieste Durata: 1h:07 - Spettatori: 1 100 | Turchia  | 3 - 0 | Canada   | 25-10, 25-12, 25-17               |
| 24 settembre 2014 PalaTrieste, Trieste Durata: 1h:11 - Spettatori: 1 500 | Camerun  | 0 - 3 | Brasile  | 14-25, 15-25, 18-25               |
| 24 settembre 2014 PalaTrieste, Trieste Durata: 1h:59 - Spettatori: 2 500 | Serbia   | 3 - 2 | Bulgaria | 25-19, 23-25, 25-19, 18-25, 15-12 |
| 25 settembre 2014 PalaTrieste, Trieste Durata: 1h:08 - Spettatori: 2 900 | Canada   | 0 - 3 | Brasile  | 14-25, 8-25, 18-25                |
| 25 settembre 2014 PalaTrieste, Trieste Durata: 1h:19 - Spettatori: 700   | Camerun  | 0 - 3 | Serbia   | 17-25, 13-25, 24-26               |
| 25 settembre 2014 PalaTrieste, Trieste Durata: 2h:08 - Spettatori: 700   | Turchia  | 2 - 3 | Bulgaria | 25-20, 23-25, 18-25, 27-25, 12-15 |
| 27 settembre 2014 PalaTrieste, Trieste Durata: 1h:17 - Spettatori: 900   | Bulgaria | 3 - 0 | Camerun  | 25-16, 25-20, 25-23               |
| 27 settembre 2014 PalaTrieste, Trieste Durata: 1h:41 - Spettatori: 2 600 | Serbia   | 3 - 1 | Canada   | 25-7, 26-28, 25-21, 25-15         |
| 27 settembre 2014 PalaTrieste, Trieste Durata: 2h:03 - Spettatori: 3 700 | Brasile  | 3 - 2 | Turchia  | 17-25, 22-25, 25-19, 25-21, 15-10 |
| 28 settembre 2014 PalaTrieste, Trieste Durata: 1h:10 - Spettatori: 700   | Camerun  | 0 - 3 | Turchia  | 18-25, 18-25, 12-25               |
| 28 settembre 2014 PalaTrieste, Trieste Durata: 1h:11 - Spettatori: 3 500 | Bulgaria | 3 - 0 | Canada   | 25-17, 25-16, 25-18               |
| 28 settembre 2014 PalaTrieste, Trieste Durata: 1h:59 - Spettatori: 6 700 | Brasile  | 3 - 1 | Serbia   | 24-26, 25-21, 25-19, 25-23        |

##### Classifica
| Pos | Squadra  | Pt | G | V | P | SV | SP | Ratio | PF  | PS  | Ratio |
| --- | -------- | -- | - | - | - | -- | -- | ----- | --- | --- | ----- |
| 1   | Brasile  | 14 | 5 | 5 | 0 | 15 | 3  | 5.000 | 428 | 333 | 1.285 |
| 2   | Serbia   | 11 | 5 | 4 | 1 | 13 | 7  | 1.857 | 467 | 405 | 1.153 |
| 3   | Bulgaria | 9  | 5 | 3 | 2 | 11 | 8  | 1.375 | 417 | 396 | 1.053 |
| 4   | Turchia  | 8  | 5 | 2 | 3 | 11 | 9  | 1.222 | 436 | 396 | 1.101 |
| 5   | Canada   | 3  | 5 | 1 | 4 | 4  | 13 | 0.307 | 296 | 392 | 0.755 |
| 6   | Camerun  | 0  | 5 | 0 | 5 | 1  | 15 | 0.066 | 274 | 396 | 0.691 |

#### Girone C

##### Risultati
| 23 settembre 2014 PalaOlimpia, Verona Durata: 1h:18 - Spettatori: 1 200 | Paesi Bassi | 3 - 0 | Kazakistan  | 25-21, 25-17, 25-21        |
| 23 settembre 2014 PalaOlimpia, Verona Durata: 1h:16 - Spettatori: 500   | Russia      | 3 - 0 | Thailandia  | 25-18, 25-19, 25-22        |
| 23 settembre 2014 PalaOlimpia, Verona Durata: 1h:46 - Spettatori: 600   | Stati Uniti | 3 - 1 | Messico     | 19-25, 25-11, 25-20, 25-14 |
| 24 settembre 2014 PalaOlimpia, Verona Durata: 1h:16 - Spettatori: 1 400 | Kazakistan  | 0 - 3 | Stati Uniti | 20-25, 15-25, 22-25        |
| 24 settembre 2014 PalaOlimpia, Verona Durata: 1h:17 - Spettatori: 200   | Russia      | 3 - 0 | Messico     | 25-17, 25-22, 25-13        |
| 24 settembre 2014 PalaOlimpia, Verona Durata: 1h:19 - Spettatori: 300   | Thailandia  | 0 - 3 | Paesi Bassi | 20-25, 22-25, 18-25        |
| 25 settembre 2014 PalaOlimpia, Verona Durata: 1h:48 - Spettatori: 1 700 | Thailandia  | 3 - 0 | Messico     | 27-25, 36-34, 26-24        |
| 25 settembre 2014 PalaOlimpia, Verona Durata: 1h:13 - Spettatori: 300   | Kazakistan  | 0 - 3 | Russia      | 13-25, 21-25, 16-25        |
| 25 settembre 2014 PalaOlimpia, Verona Durata: 1h:29 - Spettatori: 1 700 | Paesi Bassi | 0 - 3 | Stati Uniti | 27-29, 21-25, 18-25        |
| 27 settembre 2014 PalaOlimpia, Verona Durata: 1h:06 - Spettatori: 1 000 | Messico     | 0 - 3 | Kazakistan  | 12-25, 16-25, 21-25        |
| 27 settembre 2014 PalaOlimpia, Verona Durata: 1h:50 - Spettatori: 3 800 | Russia      | 3 - 1 | Paesi Bassi | 19-25, 25-13, 27-25, 25-16 |
| 27 settembre 2014 PalaOlimpia, Verona Durata: 1h:17 - Spettatori: 2 500 | Stati Uniti | 3 - 0 | Thailandia  | 25-15, 25-23, 25-20        |
| 28 settembre 2014 PalaOlimpia, Verona Durata: 1h:23 - Spettatori: 700   | Messico     | 0 - 3 | Paesi Bassi | 30-32, 17-25, 17-25        |
| 28 settembre 2014 PalaOlimpia, Verona Durata: 1h:13 - Spettatori: 3 300 | Kazakistan  | 3 - 0 | Thailandia  | 25-15, 25-22, 25-20        |
| 28 settembre 2014 PalaOlimpia, Verona Durata: 2h:18 - Spettatori: 5 000 | Stati Uniti | 3 - 1 | Russia      | 34-32, 25-19, 29-31, 26-24 |

##### Classifica
| Pos | Squadra     | Pt | G | V | P | SV | SP | Ratio | PF  | PS  | Ratio |
| --- | ----------- | -- | - | - | - | -- | -- | ----- | --- | --- | ----- |
| 1   | Stati Uniti | 15 | 5 | 5 | 0 | 15 | 2  | 7.500 | 437 | 357 | 1.224 |
| 2   | Russia      | 12 | 5 | 4 | 1 | 13 | 4  | 3.250 | 427 | 354 | 1.206 |
| 3   | Paesi Bassi | 9  | 5 | 3 | 2 | 10 | 6  | 1.666 | 377 | 358 | 1.053 |
| 4   | Kazakistan  | 6  | 5 | 2 | 3 | 6  | 9  | 0.666 | 316 | 331 | 0.954 |
| 5   | Thailandia  | 3  | 5 | 1 | 4 | 3  | 12 | 0.250 | 323 | 383 | 0.843 |
| 6   | Messico     | 0  | 5 | 0 | 5 | 1  | 15 | 0.066 | 318 | 415 | 0.766 |

#### Girone D

##### Risultati
| 23 settembre 2014 PalaFlorio, Bari Durata: 1h:18 - Spettatori: 1 500 | Cina        | 3 - 0 | Porto Rico  | 25-23, 25-18, 25-20               |
| 23 settembre 2014 PalaFlorio, Bari Durata: 1h:56 - Spettatori: 1 000 | Giappone    | 2 - 3 | Azerbaigian | 25-17, 20-25, 25-20, 21-25, 9-15  |
| 23 settembre 2014 PalaFlorio, Bari Durata: 1h:07 - Spettatori: 600   | Cuba        | 0 - 3 | Belgio      | 15-25, 12-25, 16-25               |
| 24 settembre 2014 PalaFlorio, Bari Durata: 1h:10 - Spettatori: 2 000 | Cina        | 3 - 0 | Azerbaigian | 25-13, 25-16, 25-17               |
| 24 settembre 2014 PalaFlorio, Bari Durata: 1h:52 - Spettatori: 500   | Belgio      | 1 - 3 | Giappone    | 22-25, 25-22, 20-25, 23-25        |
| 24 settembre 2014 PalaFlorio, Bari Durata: 1h:17 - Spettatori: 500   | Porto Rico  | 3 - 0 | Cuba        | 25-22, 27-25, 25-19               |
| 25 settembre 2014 PalaFlorio, Bari Durata: 2h:10 - Spettatori: 1 100 | Porto Rico  | 2 - 3 | Azerbaigian | 20-25, 26-24, 24-26, 25-16, 15-17 |
| 25 settembre 2014 PalaFlorio, Bari Durata: 1h:18 - Spettatori: 800   | Cuba        | 0 - 3 | Giappone    | 19-25, 24-26, 23-25               |
| 25 settembre 2014 PalaFlorio, Bari Durata: 1h:27 - Spettatori: 1 200 | Belgio      | 0 - 3 | Cina        | 21-25, 22-25, 19-25               |
| 27 settembre 2014 PalaFlorio, Bari Durata: 1h:14 - Spettatori: 2 000 | Azerbaigian | 0 - 3 | Belgio      | 21-25, 12-25, 21-25               |
| 27 settembre 2014 PalaFlorio, Bari Durata: 1h:21 - Spettatori: 800   | Giappone    | 3 - 0 | Porto Rico  | 25-21, 25-20, 25-19               |
| 27 settembre 2014 PalaFlorio, Bari Durata: 1h:07 - Spettatori: 1 500 | Cina        | 3 - 0 | Cuba        | 25-15, 25-11, 25-18               |
| 28 settembre 2014 PalaFlorio, Bari Durata: 1h:44 - Spettatori: 600   | Azerbaigian | 3 - 1 | Cuba        | 25-20, 25-27, 25-20, 25-22        |
| 28 settembre 2014 PalaFlorio, Bari Durata: 2h:08 - Spettatori: 2 500 | Giappone    | 2 - 3 | Cina        | 16-25, 25-18, 27-25, 17-25, 11-15 |
| 28 settembre 2014 PalaFlorio, Bari Durata: 1h:16 - Spettatori: 1 500 | Belgio      | 3 - 0 | Porto Rico  | 25-20, 25-17, 25-19               |

##### Classifica
| Pos | Squadra     | Pt | G | V | P | SV | SP | Ratio | PF  | PS  | Ratio |
| --- | ----------- | -- | - | - | - | -- | -- | ----- | --- | --- | ----- |
| 1   | Cina        | 14 | 5 | 5 | 0 | 15 | 2  | 7.500 | 408 | 309 | 1.320 |
| 2   | Giappone    | 11 | 5 | 3 | 2 | 13 | 7  | 1.857 | 444 | 426 | 1.042 |
| 3   | Belgio      | 9  | 5 | 3 | 2 | 10 | 6  | 1.666 | 377 | 325 | 1.160 |
| 4   | Azerbaigian | 7  | 5 | 3 | 2 | 9  | 11 | 0.818 | 410 | 449 | 0.913 |
| 5   | Porto Rico  | 4  | 5 | 1 | 4 | 5  | 12 | 0.416 | 364 | 399 | 0.912 |
| 6   | Cuba        | 0  | 5 | 0 | 5 | 1  | 15 | 0.066 | 308 | 403 | 0.764 |

### Seconda fase
| Girone E        | Girone F    |
| --------------- | ----------- |
| Azerbaigian     | Brasile     |
| Belgio          | Bulgaria    |
| Cina            | Kazakistan  |
| Croazia         | Paesi Bassi |
| Germania        | Russia      |
| Giappone        | Serbia      |
| Italia          | Stati Uniti |
| Rep. Dominicana | Turchia     |

#### Girone E

##### Risultati
| 1º ottobre 2014 PalaFlorio, Bari Durata: 2h:09 - Spettatori: 800       | Rep. Dominicana | 3 - 2 | Belgio      | 25-17, 25-22, 22-25, 22-25, 15-6  |
| 1º ottobre 2014 PalaTrieste, Trieste Durata: 2h:19 - Spettatori: 1 000 | Croazia         | 3 - 2 | Giappone    | 18-25, 25-23, 25-27, 25-20, 15-8  |
| 1º ottobre 2014 PalaFlorio, Bari Durata: 1h:53 - Spettatori: 3 800     | Italia          | 3 - 1 | Azerbaigian | 25-19, 25-21, 21-25, 25-23        |
| 1º ottobre 2014 PalaTrieste, Trieste Durata: 1h:29 - Spettatori: 1 200 | Germania        | 0 - 3 | Cina        | 16-25, 23-25, 23-25               |
| 2 ottobre 2014 PalaFlorio, Bari Durata: 1h:44 - Spettatori: 2 100      | Rep. Dominicana | 3 - 1 | Azerbaigian | 23-25, 25-11, 25-21, 25-17        |
| 2 ottobre 2014 PalaTrieste, Trieste Durata: 2h:14 - Spettatori: 1 600  | Germania        | 2 - 3 | Giappone    | 25-23, 24-26, 19-25, 25-16, 11-15 |
| 2 ottobre 2014 PalaFlorio, Bari Durata: 1h:24 - Spettatori: 5 000      | Italia          | 3 - 0 | Belgio      | 25-18, 25-22, 25-18               |
| 2 ottobre 2014 PalaTrieste, Trieste Durata: 1h:11 - Spettatori: 3 200  | Croazia         | 0 - 3 | Cina        | 12-25, 15-25, 15-25               |
| 4 ottobre 2014 PalaFlorio, Bari Durata: 2h:23 - Spettatori: 4 000      | Rep. Dominicana | 2 - 3 | Cina        | 19-25, 19-25, 25-22, 25-20, 10-15 |
| 4 ottobre 2014 PalaTrieste, Trieste Durata: 1h:23 - Spettatori: 2 600  | Germania        | 3 - 0 | Belgio      | 25-20, 25-15, 25-21               |
| 4 ottobre 2014 PalaTrieste, Trieste Durata: 1h:51 - Spettatori: 3 800  | Croazia         | 1 - 3 | Azerbaigian | 25-23, 23-25, 13-25, 23-25        |
| 4 ottobre 2014 PalaFlorio, Bari Durata: 1h:23 - Spettatori: 6 000      | Italia          | 3 - 0 | Giappone    | 25-23, 25-20, 25-19               |
| 5 ottobre 2014 PalaTrieste, Trieste Durata: 1h:22 - Spettatori: 2 200  | Germania        | 3 - 0 | Azerbaigian | 25-15, 25-23, 25-19               |
| 5 ottobre 2014 PalaFlorio, Bari Durata: 2h:16 - Spettatori: 5 000      | Rep. Dominicana | 2 - 3 | Giappone    | 21-25, 23-25, 25-19, 25-23, 12-15 |
| 5 ottobre 2014 PalaTrieste, Trieste Durata: 1h:49 - Spettatori: 2 500  | Croazia         | 1 - 3 | Belgio      | 12-25, 23-25, 25-23, 18-25        |
| 5 ottobre 2014 PalaFlorio, Bari Durata: 1h:49 - Spettatori: 6 000      | Italia          | 3 - 1 | Cina        | 22-25, 25-18, 26-24, 25-17        |

##### Classifica
| Pos | Squadra         | Pt | G | V | P | SV | SP | Ratio | PF  | PS  | Ratio |
| --- | --------------- | -- | - | - | - | -- | -- | ----- | --- | --- | ----- |
| 1   | Italia          | 19 | 7 | 6 | 1 | 20 | 6  | 3.333 | 610 | 509 | 1.198 |
| 2   | Cina            | 16 | 7 | 6 | 1 | 19 | 7  | 2.714 | 599 | 504 | 1.188 |
| 3   | Rep. Dominicana | 13 | 7 | 5 | 2 | 19 | 15 | 1.266 | 734 | 686 | 1.069 |
| 4   | Giappone        | 10 | 7 | 3 | 4 | 15 | 17 | 0.882 | 670 | 693 | 0.966 |
| 5   | Germania        | 9  | 7 | 2 | 5 | 13 | 15 | 0.866 | 597 | 591 | 1.010 |
| 6   | Belgio          | 7  | 7 | 2 | 5 | 9  | 16 | 0.562 | 534 | 563 | 0.948 |
| 7   | Croazia         | 5  | 7 | 2 | 5 | 10 | 19 | 0.526 | 556 | 670 | 0.829 |
| 8   | Azerbaigian     | 5  | 7 | 2 | 5 | 8  | 18 | 0.444 | 519 | 603 | 0.860 |

#### Girone F

##### Risultati
| 1º ottobre 2014 PalaOlimpia, Verona Durata: 1h:24 - Spettatori: 500  | Serbia   | 3 - 0 | Paesi Bassi | 25-22, 25-23, 25-23               |
| 1º ottobre 2014 PalaPanini, Modena Durata: 1h:56 - Spettatori: 2 900 | Turchia  | 1 - 3 | Stati Uniti | 29-27, 19-25, 23-25, 15-25        |
| 1º ottobre 2014 PalaOlimpia, Verona Durata: 1h:23 - Spettatori: 900  | Brasile  | 3 - 0 | Kazakistan  | 25-22, 25-22, 25-18               |
| 1º ottobre 2014 PalaPanini, Modena Durata: 1h:49 - Spettatori: 3 500 | Bulgaria | 1 - 3 | Russia      | 23-25, 15-25, 28-26, 19-25        |
| 2 ottobre 2014 PalaOlimpia, Verona Durata: 1h:03 - Spettatori: 300   | Serbia   | 3 - 0 | Kazakistan  | 25-13, 25-15, 25-20               |
| 2 ottobre 2014 PalaPanini, Modena Durata: 2h:15 - Spettatori: 2 700  | Turchia  | 3 - 2 | Russia      | 19-25, 25-27, 25-22, 25-22, 15-13 |
| 2 ottobre 2014 PalaOlimpia, Verona Durata: 1h:50 - Spettatori: 1 200 | Brasile  | 3 - 1 | Paesi Bassi | 23-25, 25-20, 25-16, 25-16        |
| 2 ottobre 2014 PalaPanini, Modena Durata: 1h:10 - Spettatori: 2 700  | Bulgaria | 0 - 3 | Stati Uniti | 17-25, 19-25, 16-25               |
| 4 ottobre 2014 PalaOlimpia, Verona Durata: 1h:24 - Spettatori: 4 500 | Serbia   | 0 - 3 | Stati Uniti | 22-25, 20-25, 22-25               |
| 4 ottobre 2014 PalaPanini, Modena Durata: 1h:36 - Spettatori: 4 500  | Turchia  | 3 - 1 | Paesi Bassi | 23-25, 25-17, 25-16, 25-20        |
| 4 ottobre 2014 PalaOlimpia, Verona Durata: 2h:07 - Spettatori: 5 000 | Brasile  | 3 - 1 | Russia      | 25-17, 25-27, 25-19, 27-25        |
| 4 ottobre 2014 PalaPanini, Modena Durata: 1h:05 - Spettatori: 3 200  | Bulgaria | 3 - 0 | Kazakistan  | 25-22, 25-15, 25-13               |
| 5 ottobre 2014 PalaOlimpia, Verona Durata: 1h:22 - Spettatori: 5 800 | Serbia   | 0 - 3 | Russia      | 26-28, 18-25, 17-25               |
| 5 ottobre 2014 PalaPanini, Modena Durata: 1h:00 - Spettatori: 4 200  | Turchia  | 3 - 0 | Kazakistan  | 25-15, 25-13, 25-14               |
| 5 ottobre 2014 PalaOlimpia, Verona Durata: 1h:27 - Spettatori: 6 200 | Brasile  | 3 - 0 | Stati Uniti | 25-23, 25-22, 25-21               |
| 5 ottobre 2014 PalaPanini, Modena Durata: 1h:43 - Spettatori: 3 600  | Bulgaria | 3 - 1 | Paesi Bassi | 26-24, 21-25, 23-25, 16-25        |

##### Classifica
| Pos | Squadra     | Pt | G | V | P | SV | SP | Ratio | PF  | PS  | Ratio |
| --- | ----------- | -- | - | - | - | -- | -- | ----- | --- | --- | ----- |
| 1   | Brasile     | 20 | 7 | 7 | 0 | 21 | 5  | 4.200 | 628 | 539 | 1.165 |
| 2   | Stati Uniti | 18 | 7 | 6 | 1 | 18 | 5  | 3.600 | 586 | 506 | 1.158 |
| 3   | Russia      | 13 | 7 | 4 | 3 | 16 | 11 | 1.454 | 653 | 600 | 1.088 |
| 4   | Serbia      | 11 | 7 | 4 | 3 | 13 | 12 | 1.083 | 565 | 549 | 1.029 |
| 5   | Turchia     | 10 | 7 | 3 | 4 | 15 | 15 | 1.000 | 654 | 640 | 1.021 |
| 6   | Bulgaria    | 6  | 7 | 2 | 5 | 10 | 17 | 0.588 | 565 | 611 | 0.924 |
| 7   | Paesi Bassi | 6  | 7 | 2 | 5 | 9  | 16 | 0.562 | 542 | 591 | 0.917 |
| 8   | Kazakistan  | 0  | 7 | 0 | 7 | 0  | 21 | 0.000 | 368 | 525 | 0.700 |

### Terza fase
| Girone G    | Girone H        |
| ----------- | --------------- |
| Italia      | Brasile         |
| Russia      | Cina            |
| Stati Uniti | Rep. Dominicana |

#### Girone G

##### Risultati
| 8 ottobre 2014 Mediolanum Forum, Assago Durata: 1h:29 - Spettatori: 11 500  | Italia      | 3 - 0 | Stati Uniti | 25-23, 25-22, 25-20        |
| 9 ottobre 2014 Mediolanum Forum, Assago Durata: 1h:53 - Spettatori: 5 200   | Stati Uniti | 3 - 1 | Russia      | 25-19, 25-23, 15-25, 25-23 |
| 10 ottobre 2014 Mediolanum Forum, Assago Durata: 1h:39 - Spettatori: 12 400 | Italia      | 3 - 1 | Russia      | 25-12, 25-17, 12-25, 25-23 |

##### Classifica
| Pos | Squadra     | Pt | G | V | P | SV | SP | Ratio | PF  | PS  | Ratio |
| --- | ----------- | -- | - | - | - | -- | -- | ----- | --- | --- | ----- |
| 1   | Italia      | 6  | 2 | 2 | 0 | 6  | 1  | 6.000 | 162 | 142 | 1.140 |
| 2   | Stati Uniti | 3  | 2 | 1 | 1 | 3  | 4  | 0.750 | 155 | 165 | 0.939 |
| 3   | Russia      | 0  | 2 | 0 | 2 | 2  | 6  | 0.333 | 167 | 177 | 0.943 |

#### Girone H

##### Risultati
| 8 ottobre 2014 Mediolanum Forum, Assago Durata: 1h:17 - Spettatori: 5 500  | Brasile | 3 - 0 | Cina            | 25-19, 25-16, 25-15               |
| 9 ottobre 2014 Mediolanum Forum, Assago Durata: 2h:24 - Spettatori: 2 200  | Cina    | 3 - 2 | Rep. Dominicana | 22-25, 23-25, 25-23, 25-23, 15-12 |
| 10 ottobre 2014 Mediolanum Forum, Assago Durata: 1h:30 - Spettatori: 7 500 | Brasile | 3 - 0 | Rep. Dominicana | 25-19, 25-21, 25-17               |

##### Classifica
| Pos | Squadra         | Pt | G | V | P | SV | SP | Ratio | PF  | PS  | Ratio |
| --- | --------------- | -- | - | - | - | -- | -- | ----- | --- | --- | ----- |
| 1   | Brasile         | 6  | 2 | 2 | 0 | 6  | 0  | MAX   | 150 | 107 | 1.401 |
| 2   | Cina            | 2  | 2 | 1 | 1 | 3  | 5  | 0.600 | 160 | 183 | 0.874 |
| 3   | Rep. Dominicana | 1  | 2 | 0 | 2 | 2  | 6  | 0.333 | 165 | 185 | 0.891 |

### Fase finale
|  | Semifinali  | Semifinali  | Semifinali  |             |      | 1º/2º posto | 1º/2º posto | 1º/2º posto |  |
|  |             |             |             |             |      |             |             |             |  |
|  | Italia      | Italia      | 1           |             |      |             |             |             |  |
|  | Italia      | Italia      | 1           |             |      |             |             |             |  |
|  | Cina        | Cina        | 3           |             |      |             |             |             |  |
|  | Cina        | Cina        | 3           |             | Cina | Cina        | 1           |             |  |
|  |             |             |             |             | Cina | Cina        | 1           |             |  |
|  |             |             | Stati Uniti | Stati Uniti | 3    |             |             |             |  |
|  | Stati Uniti | Stati Uniti | Stati Uniti | Stati Uniti | 3    | 3           |             |             |  |
|  | Stati Uniti | Stati Uniti |             |             |      | 3           |             |             |  |
|  | Brasile     | Brasile     | 0           |             |      | 3º/4º posto | 3º/4º posto | 3º/4º posto |  |
|  | Brasile     | Brasile     | 0           |             |      |             |             |             |  |
|  |             |             |             |             |      |             |             |             |  |
|  |             |             |             |             |      | Italia      | Italia      | 2           |  |
|  |             |             |             |             |      | Italia      | Italia      | 2           |  |
|  |             |             |             |             |      | Brasile     | Brasile     | 3           |  |

#### Semifinali
| 11 ottobre 2014 Mediolanum Forum, Assago Durata: 1h:33 - Spettatori: 10 000 | Stati Uniti | 3 - 0 | Brasile | 25-18, 29-27, 25-20        |
| 11 ottobre 2014 Mediolanum Forum, Assago Durata: 1h:57 - Spettatori: 12 600 | Italia      | 1 - 3 | Cina    | 21-25, 20-25, 25-20, 28-30 |

#### Finale 3º posto
| 12 ottobre 2014 Mediolanum Forum, Assago Durata: 2h:05 - Spettatori: 12 600 | Italia | 2 - 3 | Brasile | 15-25, 13-25, 25-22, 25-22, 7-15 |

#### Finale
| 12 ottobre 2014 Mediolanum Forum, Assago Durata: 1h:55 - Spettatori: 12 600 | Cina | 1 - 3 | Stati Uniti | 25-27, 20-25, 25-16, 24-26 |

## Podio

### Campione
Formazione: 1 Glass, 2 Banwarth, 3 Thompson, 9 Richards, 10 Larson, 12 Murphy, 13 Harmotto, 14 Fawcett, 15 Hill, 16 Akinradewo, 19 Robinson, 21 Dixon, 22 Adams, CT: Kiraly

### Secondo posto
Formazione: 1 Yuan, 2 Zhu, 3 Yang F., 5 [[Shen Jingsi]|Shen]], 6 Yang J., 7 Wei, 8 Zeng, 9 Liu, 10 Shan, 11 Xu, 12 Hui, 15 Chen, 16 Wang H., 17 Wang N., CT: Lang

### Terzo posto
Formazione: 1 Claudino, 3 Lins, 4 An. da Silva, 5 Ad. da Silva, 6 de Menezes, 8 de Carvalho, 10 G. Guimarães, 11 Caixeta, 12 Pereira, 13 de Castro, 16 Garay, 17 de Souza, 18 Brait, 19 L. da Silva, CT: J. Guimarães

## Classifica finale
| Pos | Squadra         | Qualificazione                                |
| --- | --------------- | --------------------------------------------- |
|     | Stati Uniti     | Coppa del Mondo 2015 Campionato mondiale 2018 |
|     | Cina            |                                               |
|     | Brasile         |                                               |
| 4   | Italia          |                                               |
| 5   | Rep. Dominicana |                                               |
| 5   | Russia          |                                               |
| 7   | Giappone        |                                               |
| 7   | Serbia          |                                               |
| 9   | Germania        |                                               |
| 9   | Turchia         |                                               |
| 11  | Belgio          |                                               |
| 11  | Bulgaria        |                                               |
| 13  | Croazia         |                                               |
| 13  | Paesi Bassi     |                                               |
| 15  | Azerbaigian     |                                               |
| 15  | Kazakistan      |                                               |
| 17  | Argentina       |                                               |
| 17  | Canada          |                                               |
| 17  | Porto Rico      |                                               |
| 17  | Thailandia      |                                               |
| 21  | Camerun         |                                               |
| 21  | Cuba            |                                               |
| 21  | Messico         |                                               |
| 21  | Tunisia         |                                               |

## Premi individuali
| Premio                 | Nome                   | Squadra     |
| ---------------------- | ---------------------- | ----------- |
| MVP                    | Kimberly Hill          | Stati Uniti |
| Miglior palleggiatrice | Alisha Glass           | Stati Uniti |
| Miglior opposto        | Sheilla de Castro      | Brasile     |
| Miglior schiacciatrice | Zhu Ting               | Cina        |
| Miglior schiacciatrice | Kimberly Hill          | Stati Uniti |
| Miglior centrale       | Thaísa de Menezes      | Brasile     |
| Miglior centrale       | Yang Junjing           | Cina        |
| Miglior libero         | Monica De Gennaro      | Italia      |
| Miglior fair play      | José Roberto Guimarães | Brasile     |